# Nhà thờ St. Emmeram
Nhà thờ lớn St.Emmeram (tiếng Anh: St. Emmeram's Cathedral, tiếng Slovak: Katedrála svätého Emeráma) hay Vương cung thánh đường Thánh Emmeram (tiếng Slovak: Bazilika svätého Emeráma) là một nhà thờ Công giáo La Mã nằm ở Nitra thuộc Slovakia. Đây cũng là nhà thờ chính tòa của giáo phận Nitra, nơi từng dành riêng cho thánh Emmeram - một giám mục ở thế kỷ thứ 7, người truyền giáo trong triều đình công tước xứ Bavaria, Theodo I. Toàn bộ nhà thờ nằm trọn trong khuôn viên Lâu đài Nitra, cũng là một bộ phận kiến trúc không thể thiếu của lâu đài này. Năm 1961, nhà thờ đã trở thành một trong những di sản văn hóa cấp quốc gia đầu tiên ở Slovakia. Nhà thờ này được đề cập đến như một Vương cung thánh đường từ thế kỷ 11. Năm 1995, Giáo hoàng Gioan Phaolô II đã có một chuyến đến thăm nhà thờ và ông đã khôi phục danh hiệu cổ này vào ngày 21 tháng 10 năm 1998.

## Kiến trúc
Toàn bộ Nhà thờ lớn St. Emmeram có tất cả ba bộ phận với tuổi thọ khác nhau: nhà nguyện theo phong cách Romanesque được xây dựng vào cuối thế kỷ 11 - đầu thế kỷ 12, là nơi lưu giữ một tượng thờ bằng bạc được làm vào năm 1674; nhà thờ Thượng có niên đại từ năm 1333–1355 được xây dựng theo phong cách Gothic, còn sót lại một số di tích của Thánh Cyril; và nhà thờ Hạ được xây dựng theo phong cách Baroque thuộc niên đại 1621–1642. Về sau, toàn bộ quần thể nhà thờ được tu sửa theo phong cách Baroque.

## Lịch sử
Nhà nguyện theo phong cách Romanesque có niên đại từ thế kỷ 11 đến thế kỷ 12 là phần lâu đời nhất của nhà thờ được bảo tồn. Trong quá khứ, nơi này từng được nhận định là nhà thờ hoàng tử Pribina của người Slav từ thế kỷ thứ 9; nhưng quan điểm này đã bị bác bỏ bởi các nghiên cứu chính thức. Cuối thế kỷ 13, một trận hỏa hoạn lớn đã phá hủy kiến trúc nhà nguyện, không lâu sau khi xây dựng lại thì nó lại bị tàn phá bởi quân đội Máté Csák vào năm 1317. Sau đó, nhà nguyện đã được gộp vào kiến trúc nhà thờ theo phong cách Gothic. Công cuộc tái thiết quần thể thành địa này theo phong cách Gothic được bắt đầu bởi Giám mục Meško vào năm 1333 và hoàn thành vào năm 1355. Việc tái thiết này đã thay đổi đáng kể diện mạo của toàn thể quần thể nhà thờ. Trong thời kỳ trị vì của Mátyás Corvin, một bộ phận kiến trúc theo phong cách Romanesque của nhà thờ St. Emmeram và lâu đài Nitra đã bị thiêu rụi.